# Алльманнсгофен
Алльманнсгофен (нім. Allmannshofen) — громада в Німеччині, знаходиться в землі Баварія. Підпорядковується адміністративному округу Швабія. Входить до складу району Аугсбург. Складова частина об'єднання громад Нордендорф.
Площа — 10,31 км2. Населення становить 959 ос. (станом на 31 грудня 2020).